# Contea di Min
La contea di Min (岷縣S, Mín XiànP) è una contea della Cina, situata nella provincia del Gansu.